# Roepsteen

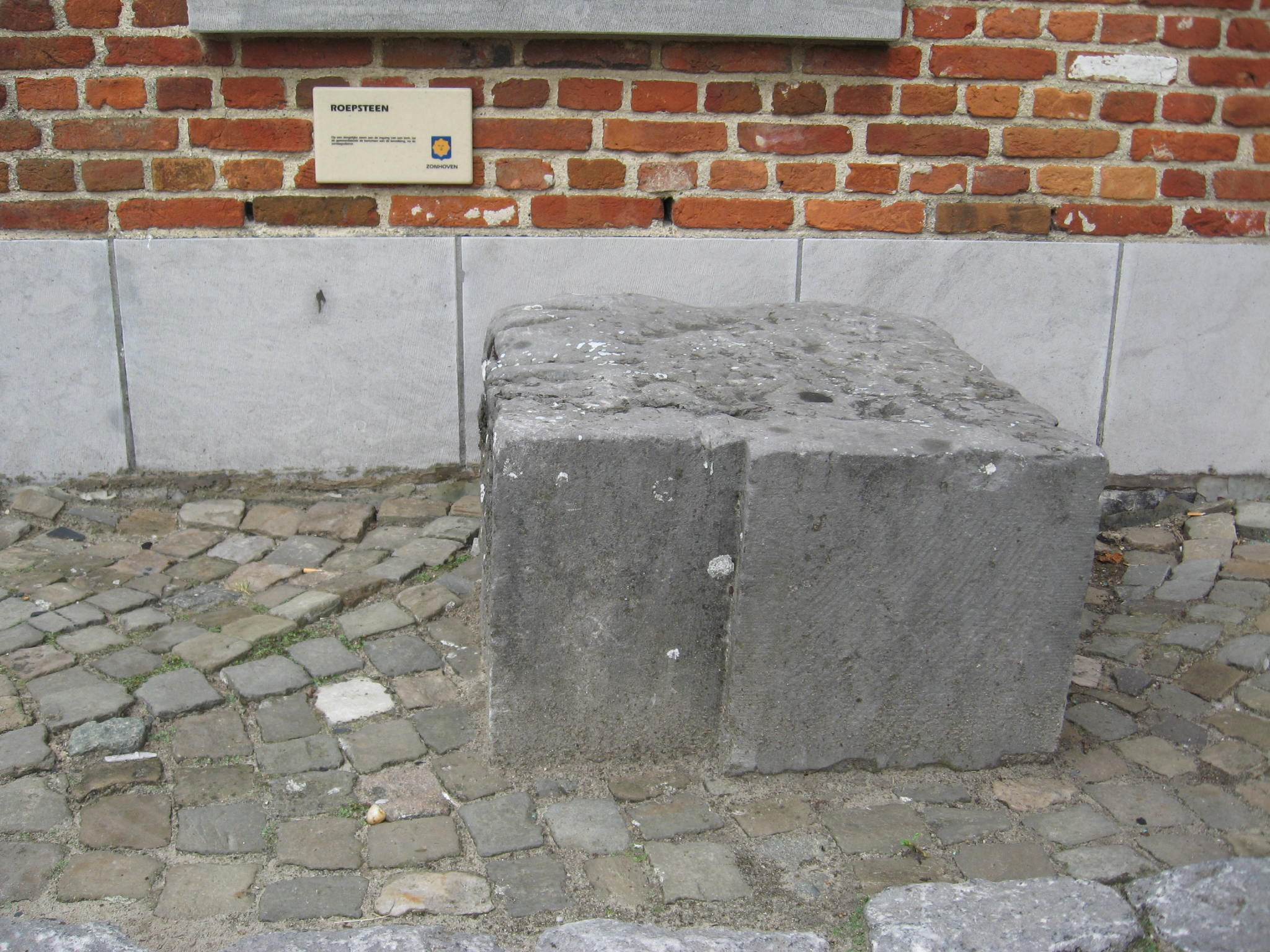
De roepsteen aan de kapel Ten Eikenen in het Belgische Zonhoven

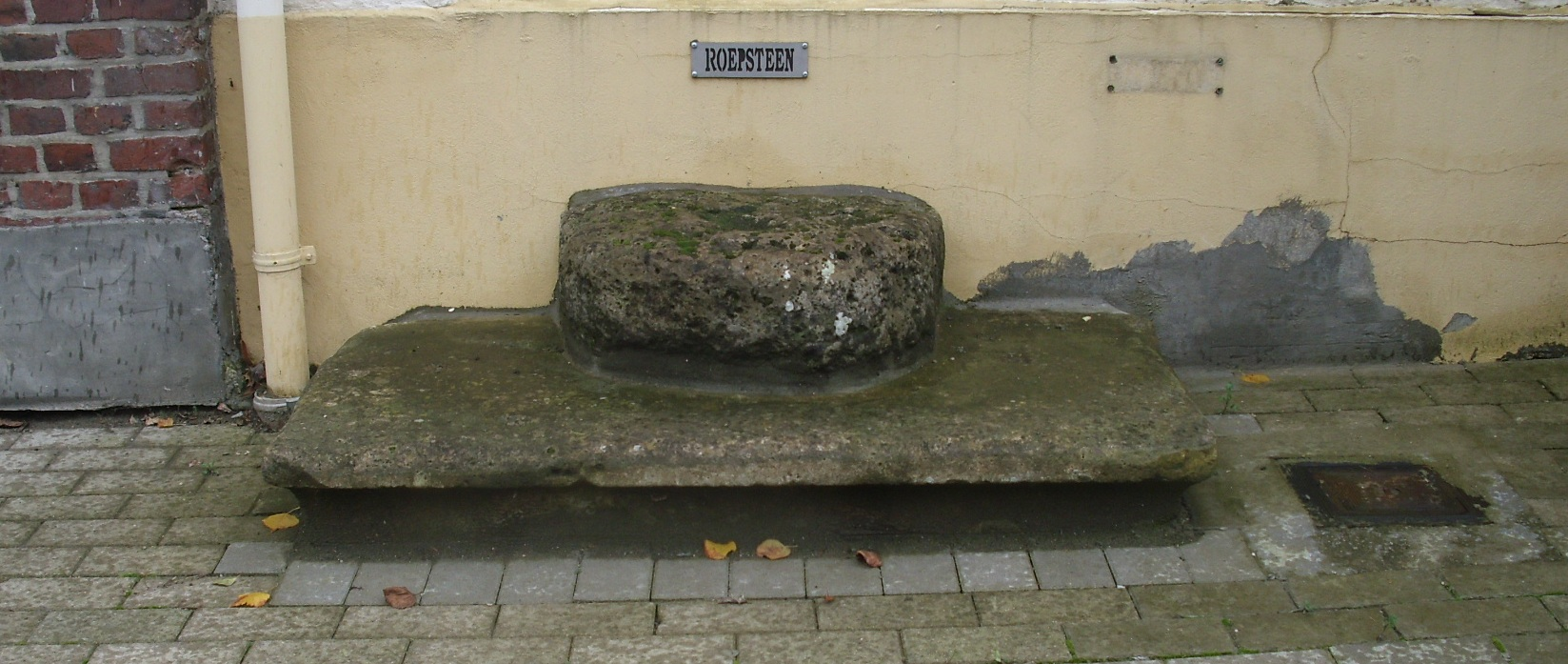
De roepsteen op het dorsplein in het Belgische Leeuwergem

Een roepsteen is een grote, hoge steen die vroeger gebruikt werd om berichten aan de bevolking mede te delen.
De roepsteen lag meestal aan de ingang van de dorpskerk. De veldwachter, de stadsomroeper, de belleman of een gemeentebode klom na de hoogmis op zondag op de roepsteen en las de berichten aan de bevolking voor.
Met de opkomst van de krant in de 20e eeuw is het gebruik van de roepsteen verloren gegaan.